# Каяндер, Вяйнё
Вяйнё Виктор Каяндер (фин. Väinö Viktor Kajander; 30 ноября 1893 — 16 сентября 1978) — финский борец греко-римского стиля, призёр Олимпийских игр.
Вяйнё Каяндер родился в 1893 году в Элимяки (ныне — территория города Коувола). В 1932 году завоевал серебряную медаль Олимпийских игр в Лос-Анджелесе.